# Copadichromis atripinnis
Copadichromis atripinnis är en fiskart som beskrevs av Stauffer och Sato 2002. Copadichromis atripinnis ingår i släktet Copadichromis och familjen Cichlidae. IUCN kategoriserar arten globalt som sårbar. Inga underarter finns listade i Catalogue of Life.